# 黒金山 (山梨県)
黒金山（くろがねやま）は、山梨県山梨市にある標高2,231.6mの山である。山梨百名山である。山のグレーディングは 2B（乾徳山林道駐車場） 。奥秩父の山域の一つ。
桧尾登山口駐車場や乾徳山からのルート、また西沢渓谷の探勝道の最深部、七つ釜五段の滝の上部に登山道の入口がある。

## 周辺にある小屋
乾徳山付近に国師ヶ原ヒュッテがある。

## 隣接する山
- 乾徳山

## 画像

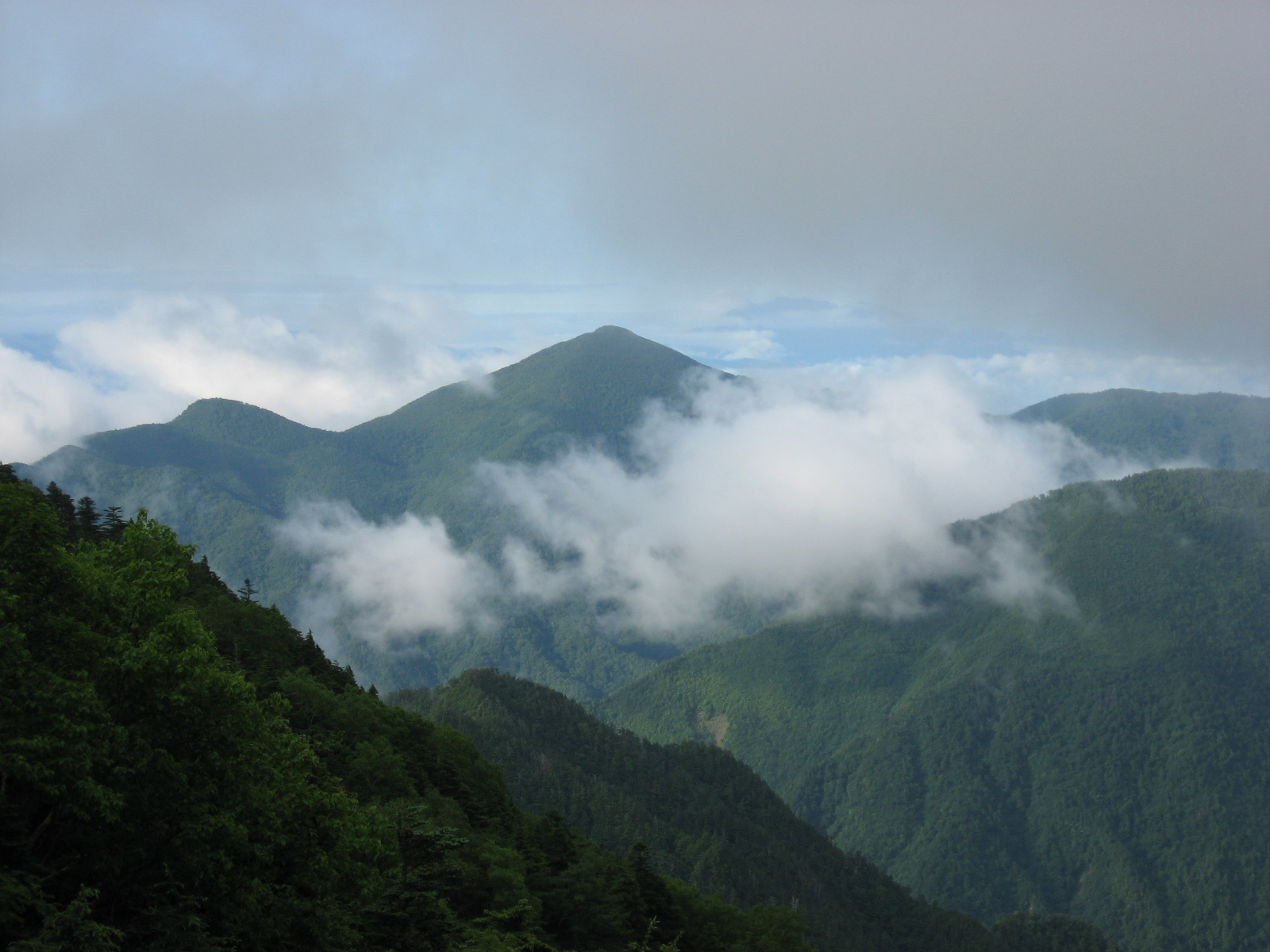
木賊山より望む黒金山 （2007年7月）